# ماتياس فارغاس
ماتياس فارغاس (بالإسبانية: Matías Vargas) (2 أكتوبر 1997 في الأرجنتين - ) هو لاعب كرة قدم أرجنتيني في مركز الوسط. لعب مع فيليز سارسفيلد.

## وصلات خارجية
- ماتياس فارغاس على موقع الاتحاد الأوربي (الإنجليزية)
- ماتياس فارغاس على موقع اتحاد تركيا (لاعب) (الإنجليزية)
- ماتياس فارغاس على موقع قاعدة بيانات كرة القدم.إي يو (الإنجليزية)
- ماتياس فارغاس على موقع ناشيونال فوتبول تيمز (الإنجليزية)
- ماتياس فارغاس على موقع Soccerway.com (الإنجليزية)
- ماتياس فارغاس على موقع عالم كرة القدم.نت (الإنجليزية)